# 人妻温泉
『人妻温泉』（ひとづまおんせん）は、2001年10月1日から2002年6月24日までテレビ東京系列局で放送されたテレビ東京製作のバラエティ番組。全37回。

## 概要
番組が募集した一般女性（人妻）が同じく公募で選ばれた一般男性の自宅まで出張し、バスルームで背中を流しながら人生相談に応じる「癒し系バラエティ」。タイトルには「温泉」とついているが、ロケはあくまで自宅のバスルームで行う。
プロデューサーの伊藤隆行曰く、「当時の人妻ブームと、テレビ東京の得意分野だった温泉（旅番組）をくっつけたらどうなるか」と企画したという。
レギュラー放送終了後の2003年1月1日深夜に一度スペシャル番組が放送されたが、同特番では一般男性ではなく男性芸能人たちを癒すことをコンセプトにしていた。

## 放送時間
時刻はいずれもJST。
- 毎週月曜 23:55 - 24:35 （『Gパラダイス』月曜、2001年10月 - 2002年3月）
- 毎週月曜 24:04 - 24:45 （『スポパラ』月曜、2002年4月 - 2002年6月）

## 出演者

### 司会
- 中川剛（中川家）
- 中川礼二（中川家）

### ナレーター
- 岸尾大輔

## スタッフ
- 構成：高田勝博、外山信行、野々村友紀子
- 音効：柳澤三重子（サウンドエッグノッグ）
- ＭＡ：大江善保（ビームテレビセンター）
- 技術協力：コールツプロダクション
- イラスト：のなかみのる
- ナレーター：岸尾大輔
- 美術：若海琢也（テレビ東京美術センター）
- ヘアメイク：特攻隊
- 取材ディレクター：石岡孝利、粂川昌子
- 演出：山本カンスケ
- 番宣：山鹿達也（テレビ東京）
- プロデューサー：新村幸三郎（ノスコ）、伊藤隆行（テレビ東京）
- 制作協力：ノスコ
- 製作著作：テレビ東京